# Aphanogmus longiclavus
Aphanogmus longiclavus är en stekelart som beskrevs av Paul Dessart 1975. Aphanogmus longiclavus ingår i släktet Aphanogmus och familjen pysslingsteklar. Inga underarter finns listade i Catalogue of Life.